# Taquicardia de reentrada del nódulo auriculoventricular
La taquicardia de reentrada del nódulo auriculoventricular (AVNRT, por sus siglas en inglés: AV nodal reentrant tachycardia), es un tipo de taquicardia supraventricular del corazón, es decir, se origina desde una ubicación en el corazón por encima del haz de His. La taquicardia de reentrada del nódulo auriculoventricular (AV) es la forma más común de taquicardia supraventricular regular. Es más común en mujeres que en hombres, en donde aproximadamente el 75 % de los casos que se producen en ese género. El síntoma principal son palpitaciones. El tratamiento puede lograrse con maniobras físicas específicas, medicamentos o rara vez con desfibrilación y cardioversión eléctrica. Los ataques frecuentes o recurrentes pueden requerir la ablación por radiofrecuencia, en el que se destruye el tejido de conducción anómala en el corazón.

## Cuadro clínico
El síntoma principal de una taquicardia de reentrada del nódulo AV es el desarrollo súbito de palpitaciones rápidas y regulares. A menudo, no se asocian con precipitantes previos, aunque algunos informan de la aparición de síntomas en situaciones estresantes, el consumo de alcohol o cafeína u otros factores.
En algunos casos, la aparición de la taquicardia se asocia con una breve caída en la presión arterial. Cuando esto sucede, el paciente puede experimentar mareo o desmayo. Si la frecuencia cardíaca es muy rápida, y el paciente tiene una enfermedad coronaria subyacente, como una obstrucción de las arterias del corazón por aterosclerosis, suele experimentar dolor de pecho similar a la angina de pecho, un dolor o presión que se extiende en forma de banda alrededor del pecho y a menudo se irradia al brazo izquierdo y el ángulo de la mandíbula izquierda. Una AVNRT es raramente mortal.

## Diagnóstico
Si los síntomas se presentan mientras el paciente está siendo asistido por un especialista calificado, un electrocardiograma (ECG) puede mostrar cambios típicos que confirman el diagnóstico, caracterizados por taquicardia de complejos QRS estrechos con frecuencias que varían de 120 a 250 lpm. Si las palpitaciones son recurrentes, un médico puede solicitar una grabación de monitor Holter (un ECG portátil de 24 horas o más de duración). De nuevo, esto podrá revelar el diagnóstico si el grabador se adjunta en el momento de los síntomas. Estas y otras tecnologías basadas en el ECG permiten la distinción entre una AVNRT y otras taquicardias como fibrilación auricular, aleteo auricular, taquicardia sinusal, taquicardia ventricular y taquiartitmias relacionadas con el síndrome de Wolff-Parkinson-White, todos los cuales pueden tener síntomas similares a la AVNRT.
Algunos exámenes de sangre que se realizan con frecuencia en personas con palpitaciones son:
- pruebas de la función tiroidea (TFT) - una tiroides hiperactiva aumenta el riesgo de AVNRT
- electrolitos - trastornos en la concentración de potasio, calcio y magnesio pueden predisponer a AVNRT
- marcadores cardíacos - si hay una preocupación que se ha producido un ataque al corazón como una causa o como resultado de la AVNRT; esto es normalmente solo el caso si el paciente ha experimentado dolor en el pecho